# Fuerza de ventas

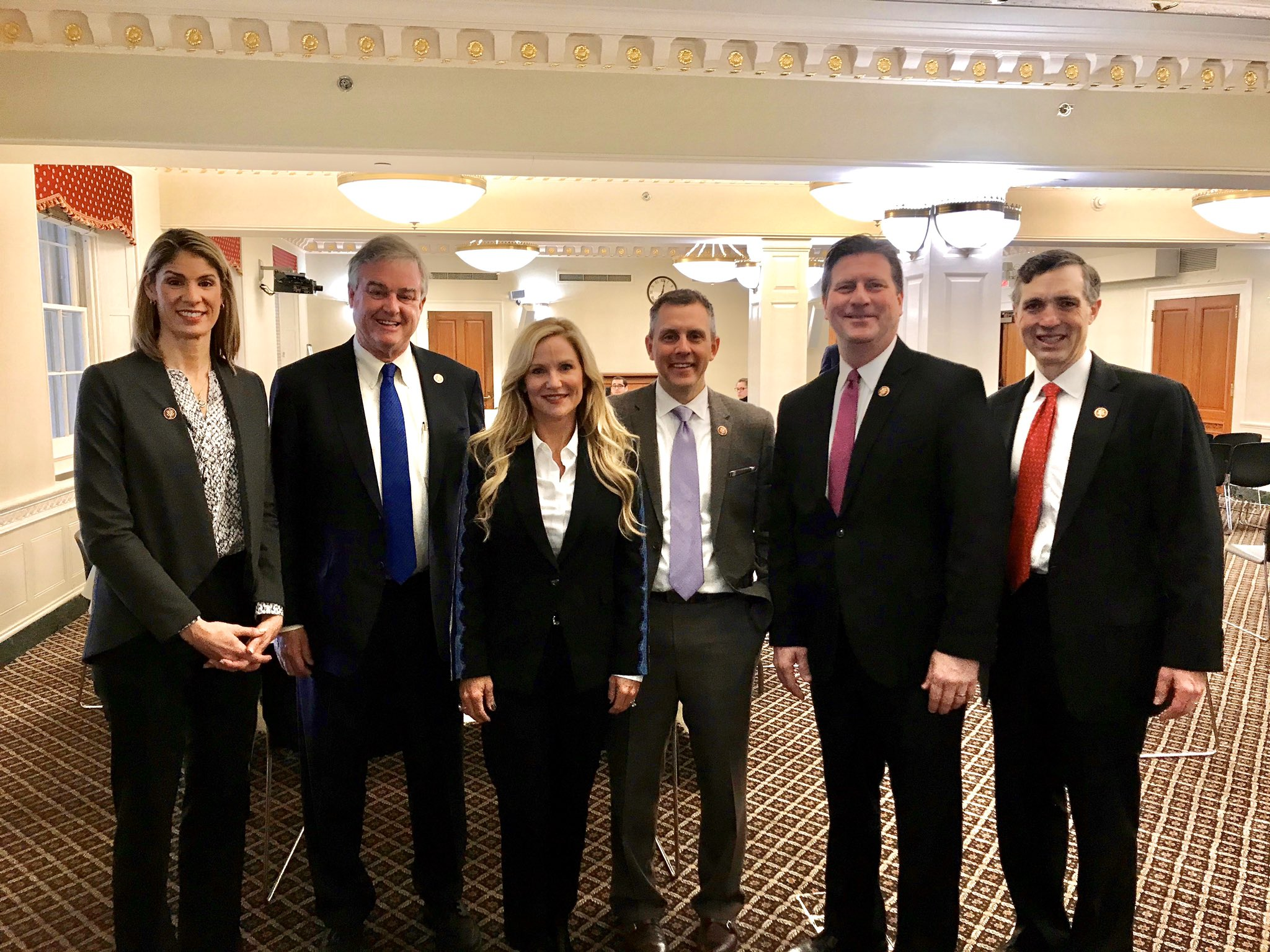
Fuerza de venta de gran empresa, con su habitual atuendo formal.

La fuerza de ventas o equipo de venta, es el grupo de vendedores de una empresa encargados de generar una demanda efectiva del producto, es decir que se efectivice la compra del mismo.
La fuerza de ventas es la encargada de cumplir la meta de venta de la empresa, de acuerdo a la previsión de ventas realizada.
También la fuerza de venta es responsable en gran medida de realizar promoción comercial, es decir además de conseguir ventas promocionan y dan a conocer un producto y empresa.
La disciplina administrativa encargada de organizar esos recursos es la dirección de ventas. Por tanto, la dirección de ventas se dedica a definir estratégicamente la función y objetivos de la fuerza de ventas, crear el plan de ventas e implantarlo, seleccionar a las personas del equipo, formarlas, remunerarlas, ofrecerles incentivos, controlarlas y adoptar las medidas de reconducción necesarias para la consecución del objetivo.
Las empresas  para determinar el tamaño de su fuerza de ventas deben, primero, calcular la carga de trabajo diaria asignada  a los vendedores, expresada en número de visitas diarias a realizar, esto lleva implícito el tiempo que se le dedica a atender a cada cliente, carga administrativa, traslados, etc.; segundo, determinar la cantidad de visitas mensuales a realizar a cada cliente o tipos de clientes, por ejemplo a grandes clientes realizar dos visitas mensuales, al resto de los clientes realizar una visita mensual; se determina la cantidad de vendedores necesarias con base en la cantidad de visitas a realizar al total de clientes o prospecto de la empresa dividido las visitas diarias que puede hacer un vendedor de acuerdo a la carga de trabajado determinada.
La fuerza de ventas debe estar integrada en un plan integral de mercadotecnia para ayudar a mejorar la contribución de la mercadotecnia en la empresa y que la información fluya desde el mercado a la empresa y viceversa.

## Dirección de la fuerza de ventas
La dirección de la fuerza de ventas implica la gestión y supervisión de todas las actividades relacionadas con el equipo de ventas de una empresa. La dirección efectiva de la fuerza de ventas es crucial para el éxito comercial de una empresa. Al abordar estas áreas clave, los gerentes de ventas pueden optimizar el rendimiento del equipo de ventas y contribuir al crecimiento y la rentabilidad de la organización.  Principales áreas clave que aborda la dirección de la fuerza de ventas:
1. Planificación Estratégica:
  - Desarrollar estrategias de ventas efectivas que estén alineadas con los objetivos y metas de la empresa.
  - Establecer objetivos claros y medibles para el equipo de ventas, tanto a corto como a largo plazo.
  - Identificar y priorizar los segmentos de mercado y clientes clave a los que se dirigirá el equipo de ventas.
2. Selección y Contratación:
  - Identificar las habilidades y competencias necesarias para el éxito en el equipo de ventas.
  - Reclutar y contratar a candidatos calificados que se ajusten al perfil deseado.
  - Realizar entrevistas efectivas y evaluar el potencial de los candidatos para desempeñarse en el rol de ventas.
3. Capacitación y Desarrollo:
  - Proporcionar capacitación inicial y continua sobre productos, procesos de ventas, técnicas de negociación, entre otros.
  - Desarrollar programas de desarrollo profesional para ayudar a los vendedores a mejorar sus habilidades y avanzar en sus carreras.
  - Ofrecer oportunidades de aprendizaje y crecimiento que fomenten la motivación y el compromiso del equipo de ventas.
4. Gestión del Rendimiento:
  - Establecer métricas de rendimiento claras y objetivas para evaluar el desempeño individual y del equipo.
  - Realizar revisiones periódicas del desempeño y proporcionar retroalimentación constructiva a los vendedores.
  - Reconocer y premiar los logros sobresalientes y brindar apoyo y orientación a los vendedores que necesiten mejorar su desempeño.
5. Gestión de Territorios y Cuentas:
  - Asignar territorios de manera equitativa y estratégica para maximizar la cobertura de mercado y las oportunidades de venta.
  - Gestionar cuentas clave y establecer relaciones sólidas con clientes importantes para impulsar las ventas y la fidelización.
6. Motivación y Retención:
  - Implementar programas de incentivos y reconocimiento que motiven al equipo de ventas a alcanzar sus objetivos.
  - Fomentar un ambiente de trabajo positivo y colaborativo que promueva la motivación y el compromiso.
  - Identificar y abordar las necesidades y preocupaciones de los vendedores para mejorar la retención y reducir la rotación de personal.
7. Adopción de Tecnología:
  - Implementar herramientas y sistemas de gestión de relaciones con los clientes (CRM) para mejorar la eficiencia y la productividad del equipo de ventas.
  - Proporcionar capacitación sobre el uso efectivo de la tecnología y garantizar su adopción por parte de los vendedores.

## Organización de la fuerza de venta
La estructura organizativa de la fuerza de venta es fundamental para garantizar la eficiencia y efectividad en las actividades comerciales de una empresa. Se presenta una descripción general de algunas de las estructuras más comunes:
1. Por territorio geográfico: en esta estructura, los vendedores se asignan a regiones geográficas específicas. Cada vendedor es responsable de atender a todos los clientes y prospectos dentro de su territorio asignado. Esta estructura funciona bien cuando hay una amplia dispersión geográfica de los clientes y permite una atención más personalizada.
2. Por producto o línea de producto: aquí, los vendedores se especializan en la venta de un producto o línea de productos específicos. Esto garantiza que los vendedores tengan un profundo conocimiento de los productos que están vendiendo y puedan proporcionar un nivel de expertise más alto a los clientes.
3. Por cliente o segmento de cliente: en esta estructura, los vendedores se asignan a clientes individuales o segmentos específicos de clientes. Cada vendedor se convierte en el punto de contacto principal para esos clientes o segmentos, lo que permite una atención altamente personalizada y una mejor comprensión de las necesidades de los clientes.
4. Por función especializada: en esta estructura, los vendedores se dividen según funciones especializadas, como ventas internas, ventas externas, ventas técnicas, etc. Cada equipo se enfoca en una función específica del proceso de ventas y trabaja en conjunto para cerrar las ventas de manera efectiva.
5. Matricial o híbrida: esta estructura combina elementos de varias de las anteriores. Por ejemplo, puede haber equipos de ventas territoriales que también estén especializados en ciertos productos o segmentos de clientes. Esta estructura ofrece flexibilidad y adaptabilidad a las necesidades cambiantes del mercado y de la empresa.

Independientemente de la estructura elegida, es importante que la organización de la fuerza de venta esté alineada con los objetivos estratégicos de la empresa y que facilite la colaboración y comunicación entre los equipos de ventas y otros departamentos. Además, la capacitación constante y el desarrollo profesional son clave para garantizar el éxito de la fuerza de venta en cualquier estructura organizativa.

### Tamaño de la fuerza de venta
Determinar el tamaño adecuado de la fuerza de venta es crucial para garantizar que una empresa pueda alcanzar sus objetivos de ventas de manera efectiva sin incurrir en costos excesivos o perder clientes por falta de atención perdiendo ingresos. Se presenta un enfoque general para calcular el tamaño de la fuerza de venta:
1. Evaluar la demanda del mercado: comenzar por analizar la demanda del mercado para el producto o servicio. Esto implica identificar el tamaño del mercado objetivo, el potencial de crecimiento y las expectativas de ventas.
2. Establecer objetivos de ventas: Definir los objetivos de ventas que se desean alcanzar en un período específico, ya sea mensual, trimestral o anual. Estos objetivos deben ser realistas y basados en la demanda del mercado y las capacidades de tu empresa.
3. Determinar la productividad esperada de los vendedores: calcular la productividad esperada de los vendedores en términos de ventas generadas. Esto puede variar según la experiencia, la capacitación y otros factores relevantes para tu industria y mercado.
4. Calcular la carga de trabajo de cada vendedor: dividir los objetivos de ventas totales entre la productividad esperada de los vendedores para determinar la carga de trabajo necesaria para alcanzar los objetivos. Por ejemplo, si el objetivo de ventas anual es de $1,000,000 y la productividad esperada por vendedor es de $200,000, se necesitarían cinco vendedores para lograr ese objetivo.
5. Considerar factores adicionales: tener en cuenta otros factores que pueden afectar el tamaño de la fuerza de venta, como la rotación de empleados, la capacitación requerida, la estacionalidad de las ventas y las tendencias del mercado.
6. Monitorear y ajustar continuamente: una vez establecido el tamaño inicial de la fuerza de venta, monitorear regularmente el desempeño de los vendedores y el cumplimiento de los objetivos de ventas. Realizar ajustes según sea necesario para optimizar la eficiencia y la efectividad del equipo de ventas.

#### Cálculos
1. Tamaño de la fuerza de ventas = productividad de ventas esperada / demanda de ventas estimada
2. Productividad de ventas = número de vendedores / ventas totales
3. Número total de visitas requeridas = tamaño del mercado × frecuencia de visita deseada

## Liderazgo y motivación de la fuerza de venta
El liderazgo de la fuerza de ventas implica dirigir, motivar y guiar a los equipos de vendedores hacia el logro de los objetivos comerciales de la empresa. Los líderes de ventas deben inspirar confianza, fomentar un ambiente de trabajo positivo y proporcionar dirección estratégica para maximizar el rendimiento de los vendedores. Esto implica establecer metas claras, brindar apoyo y capacitación, fomentar la colaboración y el trabajo en equipo, así como proporcionar retroalimentación constructiva para mejorar constantemente el desempeño de la fuerza de ventas. En resumen, el liderazgo de la fuerza de ventas es fundamental para impulsar el éxito comercial al garantizar que los vendedores estén motivados, enfocados y capacitados para cumplir con sus objetivos.
La motivación de la fuerza de venta es crucial para garantizar su desempeño óptimo y su compromiso con los objetivos de la empresa. Al implementar estas estrategias de motivación, se puede crear un equipo de ventas altamente motivado, comprometido y orientado al éxito. La motivación constante es clave para mantener el impulso y la eficacia de la fuerza de venta a lo largo del tiempo. Manejo efectivo para motivar al equipo de ventas:
1. Establecer metas claras y alcanzables: se definen metas específicas y alcanzables para el equipo de ventas. Las metas deben ser desafiantes pero realistas, y deben estar alineadas con los objetivos generales de la empresa. Las metas claras proporcionan dirección y un sentido de propósito para los vendedores.
2. Reconocimiento y recompensas: se debe reconoce y premiar el desempeño sobresaliente de los miembros del equipo. Se pueden ofrecer incentivos financieros, como bonos o comisiones, así como reconocimientos no monetarios, como elogios públicos o premios simbólicos. El reconocimiento y las recompensas refuerzan el comportamiento deseado y aumentan la motivación.
3. Proporcionar formación y desarrollo: Invertir en la capacitación y el desarrollo profesional de tu equipo de ventas es importante. Hay que proporcionar oportunidades para adquirir nuevas habilidades, mejorar el conocimiento del producto y desarrollar técnicas de venta efectivas. La capacitación continua no solo mejora el desempeño de los vendedores, sino que también demuestra el compromiso de la empresa con su crecimiento y desarrollo.
4. Fomentar un ambiente de trabajo positivo: crear un ambiente de trabajo positivo y colaborativo donde los vendedores se sientan valorados y apoyados. Fomentar la comunicación abierta, el trabajo en equipo y la colaboración entre los miembros del equipo. Un ambiente de trabajo positivo promueve la moral y la motivación de los vendedores.
5. Proporcionar herramientas y recursos adecuados: equipar al equipo de ventas con las herramientas y recursos necesarios para realizar su trabajo de manera efectiva. Esto puede incluir software de gestión de relaciones con los clientes (CRM), materiales de marketing, muestras de productos, entre otros. Proporcionar recursos adecuados facilita el trabajo de los vendedores y aumenta su motivación.
6. Promover la autonomía y la responsabilidad: brindar a los vendedores un grado adecuado de autonomía y responsabilidad en su trabajo. Permitirles tomar decisiones y asumir la responsabilidad de sus acciones. La autonomía promueve la motivación intrínseca y empodera a los vendedores para alcanzar sus metas.
7. Escuchar y valorar la retroalimentación: escuchar activamente las preocupaciones, ideas y sugerencias de tu equipo de ventas. Valorar su retroalimentación y tomar el tiempo para abordar sus inquietudes. La participación en la toma de decisiones y el reconocimiento de sus opiniones aumenta el sentido de pertenencia y compromiso de los vendedores.

Se suele utilizar como tecnifica de gestión de ventas el llamado control-análisis y desarrollo de técnicas de venta (CADT-V), en donde primero se lleva un control de la actividad, desde la prospección hasta el cierre, y se va analizando la efectividad en porcentaje de cada paso de la labor y al final desarrollar o mejorar las capacidades del equipo. Con lo anterior se busca no solo exigir el vender, es también capacitar y saber cómo mejorar el desempeño de cada vendedor.

### Compensación
La compensación de la fuerza de venta es un aspecto crucial para motivar y retener a los empleados dedicados a la venta, la compensación puede ser monetaria y no monetaria. Al diseñar un plan de compensación para la fuerza de venta, es importante considerar la cultura organizativa, los objetivos estratégicos de la empresa y las tendencias del mercado laboral. Además, revisa regularmente el plan de compensación para garantizar su efectividad y realizar ajustes según sea necesario para mantener la motivación y el compromiso de tus vendedores. Aquí se presentan algunas consideraciones importantes sobre cómo diseñar un plan de compensación efectivo:
1. Estructura de compensación monetaria:
  - Salario base: proporcionar una base estable de ingresos para los vendedores, lo que les brinda seguridad financiera.
  - Comisiones: ofrecer incentivos adicionales basados en el rendimiento de ventas. Las comisiones pueden basarse en un porcentaje de las ventas realizadas, lo que motiva a los vendedores a maximizar sus esfuerzos de ventas.
  - Bonos y premios: reconocer y recompensa los logros excepcionales de los vendedores, como alcanzar ciertos objetivos de ventas o superar los resultados esperados.
  - Beneficios adicionales: además del salario y las comisiones, considerar ofrecer beneficios adicionales, como seguro de salud, planes de jubilación, capacitación y desarrollo profesional, y viajes de incentivos.
2. Definición de objetivos claros: establecer metas de ventas claras y alcanzables para los vendedores. Los objetivos deben ser específicos, medibles, alcanzables, relevantes y limitados en el tiempo (SMART, por sus siglas en inglés). Esto ayudará a los vendedores a comprender lo que se espera de ellos y a mantenerse enfocados en alcanzar sus metas.
3. Transparencia y equidad: es fundamental que el plan de compensación sea transparente y percibido como justo por parte de los vendedores. Todos los vendedores deben comprender cómo se calculan sus compensaciones y cómo pueden influir en sus ingresos a través de su rendimiento.
4. Capacitación y desarrollo: proporcionar oportunidades de capacitación y desarrollo profesional para mejorar las habilidades de venta de los empleados. Los vendedores motivados son aquellos que ven un camino claro para mejorar y crecer en sus roles.
5. Feedback y reconocimiento: proporcionar retroalimentación regular y constructiva sobre el desempeño de los vendedores. Reconocer y celebrar los logros individuales y de equipo para reforzar el comportamiento deseado y fomentar un ambiente de trabajo positivo y colaborativo.
6. Flexibilidad y personalización: reconocer que diferentes vendedores pueden tener diferentes necesidades y preferencias en términos de compensación. Ofrecer cierto grado de flexibilidad para adaptar los planes de compensación a las necesidades individuales siempre que sea posible.

## Tecnologías para gestionar la fuerza de ventas
Las nuevas tecnologías han hecho que el control manual derive hacia nuevos sistemas de gestión, reporte y administración de la actividad, tales como el CRM.
CRM es aquel sistema de información usado en mercadotecnia y en administración que automatiza algunas funciones de ventas y de administración. Se combina con frecuencia con un sistema de información de mercancía, en cuyo caso se denomina sistema CRM (Customer Relationship Management). Son las herramientas con las que se cuenta para llegar a los clientes potenciales.
Los sistemas de automatización de fuerza de ventas (SFA, Sales Force Automation Systems), generalmente son una parte del sistema de gestión de clientes (CRM) de la compañía, es un sistema que automáticamente archiva todas las etapas en un proceso de venta. Los SFA incluyen un sistema de administración de contactos, el cual rastrea todo contacto que se haya realizado con un determinado cliente, el propósito del contacto, y cualquier seguimiento que fuera necesario. Esto asegura que no se dupliquen los esfuerzos de ventas, eliminando el riesgo de irritar a los clientes. Los SFA también incluyen un sistema primario de seguimiento de ventas, el cual lista potenciales clientes a través de listas de teléfonos pagos, o clientes de productos relacionados. Otros elementos de un sistema de fuerza de ventas pueden incluir pronósticos de ventas, administración de órdenes y conocimiento del producto. Los SFA más desarrollados tienen características en las cuales los clientes pueden llegar a modelar el producto para acomodarse a sus necesidades a través de sistemas de construcción de productos en línea. Esto se está popularizando en la industria automotriz, en la que los patrones pueden personalizar varias características tales como el color y el interior del vehículo.
Una parte fundamental de cualquier sistema SFA es la amplia integración de la compañía entre sus diferentes departamentos. Si no se adoptan e integran adecuadamente los sistemas de Fuerza de Ventas, por falta de comunicación, podría pasar que varios departamentos contactaran con el mismo cliente y por el mismo motivo. Para mitigar este riesgo, el SFA debe integrarse completamente en todos los departamentos que se encargan de administrar el servicio de atención al cliente

## Historia de la fuerza de venta
La fuerza de ventas ha experimentado una evolución significativa y profesionalización, convirtiéndose en un grupo especializado dentro de las empresas que desempeña un papel fundamental en el proceso de ventas y el éxito empresarial. 
Se puede decir que como grupo significativo y formal dentro de la empresa surge desde la Segunda Revolución Industrial, con la aparición de la producción en masa y la expansión de las empresas, se hizo evidente la necesidad de contar con equipos dedicados exclusivamente a las actividades de venta. Es un fenómeno que se da en las grandes empresas que aparecen en esa época, no era simplemente contar con uno o dos empleados de venta o que realizaran tareas de venta entre otras.
En este período, las empresas comenzaron a establecer fuerzas de ventas más formales y estructuradas, compuestas por vendedores especializados en la promoción y venta de productos específicos. Estos vendedores no solo se encargaban de cerrar negocios, sino que también establecían relaciones duraderas con los clientes y actuaban como representantes de la empresa en el mercado. Esto obligó a un estudio más técnico y científico sobre la gestión de la función de venta.
Con el advenimiento del siglo XX y el desarrollo del marketing como disciplina, la fuerza de ventas adoptó enfoques más sofisticados y estratégicos. Se introdujeron técnicas de venta más científicas y se comenzaron a utilizar herramientas de análisis de mercado y segmentación de clientes para identificar oportunidades de ventas y maximizar el rendimiento.
A medida que avanzaba el siglo XX y se desarrollaban las tecnologías de la comunicación, la fuerza de ventas se adaptaba a los cambios, incorporando herramientas como el teléfono fijo en su momento y luego teléfonos móviles, el correo electrónico y, más recientemente, el uso de internet, software de ventas, CRM y las redes sociales en su enfoque de ventas.